# Garyu-Ryu
Garyu-ryu (龍 劉 某, en chino simplificado) es un estilo de Karate-Do creado en 1990 por Pablo Pereda.   
Su originalidad radica en la estructura de las katas, las cuales permiten que este deporte sea practicado por personas parapléjicas en sillas de ruedas. Para ello, su creador estableció un sistema de grados idéntico al utilizado por los practicantes sin Discapacidad. 
Fue apoyado y patrocinado en 1991 por Juan Antonio Samaranch, presidente del Comité Olímpico Internacional.
En 1992 se llevó a cabo la primera demostración paralímpica de este deporte en los Juegos Paralímpicos de Barcelona. La exhibición se realizó el 5 de septiembre de 1992, en la Villa Olímpica en el Polideportivo Villa Icaria.

## Historia
El maestro Pereda, titulado desde 1988 por el maestro de Karate y Ju Jitsu Vernon Bell, introductor junto con Henry Plée, del Karate en Europa, siempre mostró gran interés por la investigación científica, filosófica y antropológica, dentro del Karate-Do. De hecho, en el año 1988 organizó algo inédito hasta entonces e impartió el I Curso Internacional de Medicina en Karate que contó con la presencia del maestro Koichi Yaezakura.
Con raíces del Karate de Okinawa, los estudios biomecánicos para la creación de un estilo, cuyos katas se pudiesen adaptar a una silla de ruedas, se inician desde en 1987, poniéndose en práctica por vez primera en el CEREN (Centro de Rehabilitación de Lardero-La Rioja) en el año 1989 con un grupo de 20 afectados. En el año 1990 da a conocer sus trabajos en el COI y en el Consejo de Europa en su sección de Deportes.Un año más tarde su creador organiza el primer máster en Deporte Especial  y un novedoso Curso de Formación de Entrenadores de Karate en silla de ruedas. En esa reunión, María José Martínez Ramos, una mujer de Granada afectada de paraplejia, consigue el Cinturón Negro de Karate tras una prueba realizada ante el creador del métodoEl 5 de septiembre de 1992 se le concede la realización de la primera Exhibición Paralímpica en los JJ Barcelona 92. El Ayuntamiento de Barcelona cursa una invitación oficial a 200 personas miembros de colectivos de relevancia, asistiendo también la Federación Española y Catalana de Karate Do, además de un numeroso público.
A partir de ahí se constituye la Fundación Garyu Ryu Karate Do presentada en UNESCO para ofrecer colaboración en el aspecto de minusvalías, rehabilitación y deporte.
Por mediación del Embajador de España en Japón, Santiago Salas Collantes, se envía toda la documentación al Ministerio Japonés de Deportes.

## Características fundamentales
No se trata de un tipo de karate para personas con alguna discapacidad, sino que contempla la integración en su dimensión práctica. Por ello, adapta sus katas a todo tipo de situaciones, como en este caso a los usuarios de silla de ruedas.
El estilo posee katas estudiadas y adaptadas, para realizarse por todo tipo de personas, de hecho la demostración en los JJ.PP se llevó a cabo con deportistas sin discapacidad junto a otros en silla de ruedas. Su objetivo es la integración, la rehabilitación y la salud psicofísica.
La práctica posee katas de Kobudo y técnicas de proyecciones y Kyusho. Los movimientos son muy dinámicos, con técnicas que no necesariamente se repiten en todas las direcciones. Los katas se ejecutan con gran velocidad y los ataques se caracterizan tanto por el puño como con la mano abierta y dedos. Las posiciones son naturales, adaptándose a la morfología del individuo. Se realiza un especial trabajo en la energía interna y en los rompimientos a través de la misma.

## Dojo Kun
Las 10 reglas elementales de conducta que rigen el comportamiento del practicante de Garyu Ryu Karate-Do
Garyu Ryu Karate-Do
Dojo Kun
1. Contribuir con el Arte para que todos nuestros semejantes sean felices.
2. Ayudar a los más débiles y a los que sufren porque todos venimos del mismo Padre.
3. Mediante la práctica perseverante, mejorar nuestra conducta social siendo ejemplares en todo momento.
4. El comportamiento, como ciudadano, fuera del Dojo ha de ser modélico, no deshonrando el Arte con actuaciones inadecuadas.
5. El respeto, la disciplina y el honor son los tres pilares fundamentales del Arte.
6. No divulgar jamás fuera del Dojo las prácticas, que por su esencia, no deben salir del mismo.
7. Ser diligentes en el entrenamiento mediante el estudio y el trabajo diario.
8. No combatir, jamás fuera del Dojo, salvo supuestos extraordinarios, rechazando siempre la violencia en cualquiera de sus formas.
9. No pretender avanzar desaprovechando la energía en desacreditar a otros, a nada conduce y denigra el nombre del Karate; por el contrario utilizarla para seguir avanzando en el conocimiento.
10. Esforzarnos en comprender que la fuerza radica en la debilidad.

P. Pereda. 28-9-2014 Exhibición Paralímpica JJ.PP Barcelona 92.

## Sistema Garyu Ryu Karate adaptado a silla de ruedas
El sistema fue publicado y divulgado internacionalmente en el Libro de Ponencias del Comité Paralímpico.
Cinturón Amarillo.
Atemi Waza- 12 técnicas.
Uke Waza- 4 técnicas
Kata Tai Garyu Ichi
Cinturón Naranja.
Atemi Waza- 12 anteriores y 10 nuevos
Uke Waza - 4 anteriores y 5 nuevos
2 Kata
Tai Garyu Ichi. Tai Garyu Ni
Cinturón Verde.
Atemi Waza- 22 anteriores y 15 nuevas
Uke Waza  9 anteriores
2 Kata
Tai Garyu Ichi. Tai Garyu Ni, Shin No Kata.
Cinturón Azul.
Atemi Waza 37 anteriores y 11 nuevas
Uke Waza  9 anteriores y 4 nuevas
3 Kata.
Tai Garyu Ichi. Tai Garyu Ni, Shin No Kata. Ame No Minakanushi Kata.
Cinturón Marrón.
Atemi Waza 48 anteriores y 11 nuevas
Uke Waza 13 anteriores y 5 nuevas
5 Kata
Tai Garyu Ichi. Tai Garyu Ni, Shin No Kata. Ame No Minakanushi Kata. Mushin Kata.
Cinturón Negro 1º DAN
Atemi Waza. 59 anteriores y 11 nuevos
Uke Waza 18 anteriores y 19 nuevos
8 Kata
Tai Garyu Ichi. Tai Garyu Ni, Shin No Kata. Ame No Minakanushi Kata. Mushin Kata. Amaterasu Kata. Kami No Kata.
Kata de Nunchaku - Nunchaku No Kata.